# Abel Neves
Abel Neves (Montalegre, Abril de 1956) é um poeta, dramaturgo e romancista português.

## Biografia
Nasceu na vila de Montalegre, em 1956.
Segundo uma entrevista que o autor deu à Câmara Municipal de Montalegre em 2014, iniciou a sua carreira ligada ao teatro em 1979, tendo sido membro de uma companhia teatral em Lisboa durante cerca de doze anos. Começou depois a colaborar noutras vertentes audiovisuais, como a literatura e a televisão, tendo trabalhado num leque muito diversificado de séries, como a Rua Sésamo. Também exercia como coordenador no programa das Oficinas de Escrita do Texto Dramático, em companhias teatrais, centros dramáticos e em estabelecimentos de ensino superior.
Destacou-se como escritor, tendo sido o autor de um grande número de obras, compreendendo peças de teatro, romances, livros de poesia e pelo menos um ensaio. As suas peças de teatro incluem os títulos Amadis, Touro, Terra, Amo-te, Atlântico, Finisterrae, Arbor Mater, Lobo-Wolf, El Gringo, Inter-Rail, Além as estrelas são a nossa casa, Supernova, Fénix e Kota-Kota, A Caminho do Oeste, Amor-Perfeito, Olhando o céu estou em todos os séculos, Provavelmente uma pessoa, Nunca estive em Bagdad, Madressilva, Qaribó, Ubelhas - Mutantes e Transumantes, Vulcão, Querido Che. Uma das peças mais destacadas foi a Supernova, baseada nos registos de Pero Vaz de Caminha sobre a descoberta do Brasil, onde o autor tentou criar uma aventura de moldes paralelos à descrita pelo cronista, num contexto moderno. No ano de 2000, foi levada à cena em várias cidades de Portugal e em Salvador, no Brasil, em co-produção entre o Teatro Nacional de São João e várias associações culturais portuguesas e brasileiras. Em 2002, participou num evento internacional promovido pela Casa Europeia de Escrita Contemporânea, no Estúdio-Teatro da Comédie Française, em Paris, tendo apresentado a sua obra Além as estrelas são a nossa casa, traduzida para francês por Alexandra Moreira da Silva e Jorge Tomé.
Os seus textos teatrais, nomeadamente os da antologia Além as estrelas são a nossa casa, foram elogiados pelo dramaturgo António Augusto Barros, da companhia Escola da Noite, que comentou em 2000 ao jornal Público que «Quando li pela primeira vez "Para pintar o guarda-rios", pareceu-me um texto apenas poético. Reconheço que não vi nem metade. É que também é teatralmente muito bem construído». Em 2014, a sua peça Sabe Deus Pintar o Diabo, ganhou o prémio de Melhor Texto Português Representado em 2013, organizado pela Sociedade Portuguesa de Autores.
Em 2013, envolveu-se numa polémica com a Imprensa Nacional-Casa da Moeda no âmbito do novo acordo ortográfico quando afirmou que aquela editora tinha-se recusado a publicar três das suas peças de teatro, uma vez que o autor não queria alterar o texto para as novas regras ortográficas. Segundo o jornalista e escritor Octávio Santos, do jornal Público, aquela decisão da Casa da Moeda infrigingia o Código do Direito de Autor e dos Direitos Conexos, fundado na legislação a nível internacional, onde se dava aos autores o direito de utilizarem a linguagem que eles pretendessem nas suas obras. O próprio autor manifestou-se contra o novo acordo ortográfico num artigo de opinião, publicado no jornal Público em 15 de Janeiro de 2013, tendo então comentado que «A sensação que dá o Acordo é o de ter de vestir-se uma farda que pode nem alterar muito a figura, mas até também por isso mesmo não valha a pena usar-se por desfigurar o corpo firme, estabelecido e sem vantagem na alteração», e questionou se «Não será preferível defender a singularidade, a riqueza da língua, em vez do propósito da unicidade?».
Em termos de romances, lançou a obra Corações piegas, publicada em 1996 pela editora Cotovia, Asas para que vos quero, editada pela Cotovia em 1997, Sentimental, publicada em 1999 pelas Edições ASA, Centauros - imagens são enigmas, lançada pela Asa em 2000; Precioso, publicada pela editora Dom Quixote em 2006, e Cornos da Fonte Fria, lançada pela Sextante em 2007. Os seus livros de poesia incluem Eis o amor a fome e a morte, publicada pela Cotovia em 1998, e realça-se também o seu ensaio sobre teatro Algures entre a resposta e a interrogação, editada em 2002 pela Cotovia.

## Obras

### Teatro
- Amadis [ed. Imprensa Nacional/Casa da Moeda, Lisboa, 1987]
- Anákis [ed. Sociedade Portuguesa de Autores, Lisboa 1987]
- Touro [ed. Europress, Lisboa, 1986]
- Terra [ed. Edições Cotovia, Lisboa, 1991; 2ª Edição: Edições Húmus, Famalicão, 27 de Março de 2021]
- Medusa [ed. Sociedade Portuguesa de Autores, Lisboa, 1994
- Amo-te [Edições Húmus, Fevereiro de 2022]
- Atlântico [ed. Edições Cotovia, Lisboa, 1997; 2ª Edição: Edições Húmus, Famalicão, 19 de Abril de 2021]
- Finisterrae [ed. Edições Cotovia, Lisboa, 1997; 2ª Edição: Edições Húmus, Famalicão, Maio de 2021]
- Arbor Mater [ed. Edições Cotovia, Lisboa, 1997; 2ª Edição: Edições Húmus, Famalicão, Junho de 2021]
- El gringo [ed. Edições Cotovia, Lisboa, 1998]
- Lobo-Wolf [ed. Edições Cotovia, Lisboa, 1998]
- Inter-rail [ed. Edições Cotovia, Lisboa, 1999]
- Além as estrelas são a nossa casa [ed. Edições Cotovia, Lisboa, 2000; 2ª Edição: Edições Húmus, Famalicão, Janeiro de 2021]
- Olhando o céu estou em todos os séculos - [ed. Companhia das Ilhas, Lajes do Pico, 2015]
- Supernova [ed. Cena Lusófona, Coimbra, 2000]
- Fénix e Kota-Kota
- Amor-Perfeito - um disparate em três actos [Edições Húmus, Famalicão, 28 de Fevereiro de 2021]
- A caminho do oeste
- Nunca estive em Bagdad [ed. Revista Galega de Teatro, nº 65, Inverno de 2010; Companhia das Ilhas, Lajes do Pico, 2015; 2ª Edição: Edições Húmus, Setembro de 2021]
- Provavelmente uma Pessoa [ed. Revista Magma, Lajes do Pico, 2007]
- Qaribó
- Ubelhas, mutantes e transumantes
- Querido Che - [ed. Companhia das Ilhas, Lajes do Pico, 2015]
- Este Oeste Éden - [ed. Companhia das Ilhas, Lajes do Pico, 2015]
- Saloon Yé-Yé
- A Visita
- A mãe e o urso [ed. Revista O escritor - Associação Portuguesa de Escritores, nº24/25, Dezembro de 2009]
- Valdete [ com o título Vulcão: ed. Teatro Nacional D. Maria II/Bicho do Mato, Lisboa, 2009; 2ª Edição: Edições Húmus, Famalicão, Janeiro de 2021.
- O Senhor de La Fontaine em Lisboa [espectáculo de marionetas]
- Jardim suspenso - (Prémio Luso-Brasileiro de Dramaturgia António José da Silva, 2009) - (ed. Sextante Editora, Lisboa 2010)
- Clube dos pessimistas [ed. Companhia das Ilhas, Lajes do Pico, 2015]
- Flores para mim  [ed. Companhia das Ilhas, Lajes do Pico, 2015]
- Atlântica [Leitura Pública com Adriana Londoño, Clovys Torres e Martha Meola]
- Sabe Deus pintar o Diabo (Prémio SPA (Sociedade Portugues de Autores) Teatro - 2014: Melhor Texto Português Representado, em 2013) - [ed. Cadernos de Cena - Companhia de Teatro de Braga, Braga, 2013; Edições Húmus, Janeiro de 2022 - versão para duas actrizes]
- Cruzeiro [ed. Companhia das Ilhas, Lajes do Pico, 2015]
- Jardim de estrelas
- Purgatório [ed. Companhia das Ilhas, Lajes do Pico, 2015]
- Ainda o último judeu e os outros [ed. adab edições, V. N. de Famalicão, Julho de 2016]
- António e Beatrix (ed. Companhia de Teatro de Braga, 2018)
- As voltas da lua - [Edições Húmus, Famalicão, 29 de Fevereiro de 2020]
- Às vezes uma roseira [Edições Húmus, Famalicão,  29 de Fevereiro de 2020].
- Atlântica [Edições Húmus, Famalicão, 29 de Fevereiro de 2020]
- Campos Elísios[Edições Húmus, Famalicão, 29 de Fevereiro de 2020]
- Casino [Edições Húmus, Famalicão, 29 de Fevereiro de 2020]
- Chove e sol em Paris - [Edições Húmus, Famalicão, 29 de Fevereiro de 2020]
- Flor e cinza [Edições Húmus, Famalicão, 29 de Fevereiro de 2020]
- Madressilva [Edições Húmus, Famalicão, 29 de fevereiro de 2020]
- Magnético [Edições Húmus, Famalicão, 29 de Fevereiro de 2020]
- Nero, príncipe do universo [Edições Húmus, 29 de Fevereiro de 2020]
- O franguito das bodas de prata [Edições Húmus, 29 de Fevereiro de 2020]
- Ossman [Edições Adab/Húmus, Julho de 2016]
- Pertinho da torre Eiffel [Edições Húmus, 29 de Fevereiro de 2020]
- Sniper [Edições Húmus, 29 de Fevereiro de 2020]
- Solitário [Edições Húmus, 29 de Fevereiro de 2020]
- Imortal e mortal [Edição "Visita aos clássicos", Iniciativa do Teatro Nova Europa, Edições Húmus, Fevereiro de 2022
- Olho de vidro e céu de agulha [Edições Húmus, Famalicão, Setembro 2022]

### Ficção Narrativa
- Corações piegas [Edições Cotovia, Lisboa, 1996; Círculo de Leitores, Lisboa, 1998]
- Asas para que vos quero [Edições Cotovia, Lisboa, 1997]
- Sentimental [Edições Asa, Porto, 1999]
- Centauros - imagens são enigmas [Edições Asa, Porto, 2000]
- Precioso [Publicações D. Quixote, Lisboa, 2006]
- Cornos da fonte fria [Sextante Editora, Lisboa, 2007]
- Lisboa aos seus amores [Sextante Editora, 2010]
- Um optimista acima dos enxofres [Edições Húmus, 2018]
- O espírito das vacas [Prémio Literário Bento da Cruz - ex aequo, 2018 - Edições Húmus, Março de 2019]
- Francolim [Edições Húmus, Dezembro de 2021]

### Poesia
- Eis o amor a fome e a morte [Edições Cotovia, Lisboa, 1998]
- Quasi Stellar [Língua Morta, Lisboa, Fevereiro de 2013]
- Úsnea [Edições Averno, Lisboa, Fevereiro de 2015]
- Escuro celeste dos olhos [Edições Averno, Lisboa, Setembro de 2019]

### Ensaio
- Algures entre a resposta e a interrogação [Edições Cotovia, Lisboa, 2002]
- Andar às vozes - Algures entre a resposta e a interrogação [Edições Húmus, Famalicão, Maio de 2022

### Conto
- O bibliófago e mais historietas breves [Edições Húmus/Adab, Vila do Conde, Abril, 2017]

### Traduções

#### Teatro
- Além as estrelas são a nossa casa (Tradução francesa: Au-delà les étoiles sont notre maison - Alexandra Moreira da Silva e Jorge Tomé [Éditions Theatrales, Paris, 2004])
- Nunca estive em Bagdad (tradução francesa: Je ne suis jamais allé à Bagdad - Alexandra Moreira da Silva [Les Solitaires Intempestifs, Besançon, 2007]; tradução romena: Niciodata n-am fost la Bagdad - Adriana Coman - [Teatru portughez contemporan, Antologie de Andrea Dumitru, Fundatia Culturalã Camil Petrescu, Bucaresti, 2007]; tradução alemã: Ich war nie in Bagdad - Marianne Gareis [Revista Theater der Zeit, Berlin, 2007]; tradução castelhana: Nunca estuve en Bagdad - Luz Peña Tovar; tradução húngara: Soha nem voltam Bagdadban- Mohácsi Árpád; tradução inglesa: Never been in Bagdad - Duncan McLean; tradução polaca: Nigdy Nie Bylem w Bagdadzie - Michal Lipszyc [Revista Dialog, Varsóvia, 2010])
- Finisterrae (Tradução castelhana: Finisterrae - Ignacio Pajón Leyra [Ediciones Antigona, Madrid, 2009])
- Vulcão (Tradução francesa: Volcan - Alexandra Moreira da Silva)
- Provavelmente uma Pessoa (tradução francesa: Probablement quelqu'un - Jean-Baptiste Fournier)
- Clube dos pessimistas: (Tradução francesa: Le club des pessimistes - Jean-Baptiste Fournier)
- Jardim suspenso (Tradução galega: Xardín suspenso - Manuel Guede Oliva e Cándido Pazó)
- Ainda o último judeu e os outros (tradução ucraniana: Larissa Semenova)
- António e Beatrix (tradução romena: Marinela Banioti)

#### Ficção Narrativa
- El Espiritu de las vacas 8tradução castelhana de María Alonso Seisdedos - Edições De Conatus, Madrid, Setembro 2020)

### Antologias
Teatro
- Anthologie Critique des Auteurs Dramatiques Européens (1945-2000), Michel Corvin, [Éditions Theatrales, Paris, 2007]
- European Theatre Today - 2010 9th edition  [European Theatre Convention, Junho, 2010]

Poesia
- Lisboa com os seus poetas - Colectânea de Poesia sobre Lisboa, org. Adosinda Providência Torgal e Clotilde Correia Botelho [Publicações D. Quixote, Lisboa, 2000]
- 366 Poemas de Amor - Antologia organizada por Vasco da Graça Moura [Quetzal Editores, Lisboa,2003]
- Poezz - Jazz na Poesia em Língua Portuguesa, org. José Duarte e Ricardo António Alves [Almedina, Coimbra, 2004]

Revistas
- Telhados de Vidro, nº 16, [Editora Averno, Lisboa, Abril de 2012]
- Telhados de Vidro, nº 18, [Editora Averno, Lisboa, Maio de 2013]
- Telhados de Vidro, nº 23 [Editora Averno, Lisboa, Novembro de 2018]
- Deitar a língua de fora, [Edições Língua Morta [032], Lisboa, Julho de 2012]
- Resumo - a poesia em 2012, [Documenta/Fnac, Lisboa, Março de 2013]
- Resumo - a poesia em 2013, [Documenta/Fnac, Lisboa, Março de 2014]
- Lisbonne - Histoire, Promenades, Anthologie & Dictionaire, sous la direction de Luisa Braz Oliveira, [Bouquins-Éditions Robert Laffont, Paris, 2013]
- Cão Celeste, nº 4, Lisboa, Novembro de 2013
- Cão Celeste, nº 5, Lisboa, Maio de 2014
- Cão Celeste, nº 7, Lisboa, Julho de 2015
- Cão Celeste, nº 8, Lisboa, Dezembro de 2015
- Cão Celeste, nº 9, Lisboa, Julho de 2016
- Cão Celeste, nº 10, Lisboa, Dezembro de 2016
- Cão Celeste, nº 11, Lisboa, Agosto de 2017
- Cão Celeste, nº 12, Lisboa, Março de 2018
- Cão Celeste, nº 13, Lisboa, Junho de 2019
- O luzeiro da Graça - Antologia "Fotografia de Grupo" [Edições Cotovia, Lisboa, 2003]
- Bibliófago - Antologia "40-Quarenta" [Publicações D. Quixote, Lisboa, 2005]
- O homem dos sapatos de verniz [Revista "Magma", Lajes do Pico, 2005]
- O cão e a fala, e Stephanotis - Revista "O Escritor" [Associação Portuguesa de Escritores, Lisboa, 2008]; Revista "Cão Celeste" nº 4
- Verme - Revista "Cão Celeste" nº 5
- Dois textos - Revista "Cão Celeste" nº 7

Ensaio sobre a obra teatral
- El teatre polític portuguès als segles XX i XXI. La proposta dramatúrgica d'Abel Neves (Tese de Doutoramento de Josep Ramon Garcia Ibáñez, Universitat de València)
- Fresco Bruegeliano - Dez estudos e um ensaio sobre dramaturgias portuguesas entre 1990 e 2010 (António Conde, 2014)